# Mare of Easttown
Mare of Easttown és una sèrie nord-americana de drama i misteri creada per Brad Ingelsby que es va estrenar el 19 d'abril de 2021 a HBO, protagonitzada per Kate Winslet, Julianne Nicholson, Jean Smart i Angourie Rice. Minisèrie que consta de 7 episodis.

## Sinopsi
Mare Sheehan és una detectiu d'una petita ciutat de Pennsylvania que investiga un assassinat local d'una noia i mare adolescent en un moment en què la seva pròpia vida s'enfonsa. La Mare, recent divorciada d'en Frank està traumatitzada pel suïcidi del seu fill, adicte a les drogues i lluita per la custòdia del seu net.

## Repartiment
- Kate Winslet com Mare Sheehan
- Julianne Nicholson com Lori Ross
- Jean Smart com Helen
- Angourie Rice com Siobhan Sheehan
- Evan Peters com Colin Zabel
- Cailee Spaeny com Erin McMenamin
- David Denman com Mark Sheehan
- John Douglas Thompson com Carter
- Patrick Murney com Kenny McMenamin
- Guy Pearce com Richard Ryan
- James McArdle com Deacon Mark Burton
- Sosie Bacon com Carrie Layden
- Joe Tippett com John Ross
- Neal Huff com el Pare Dan Hastings

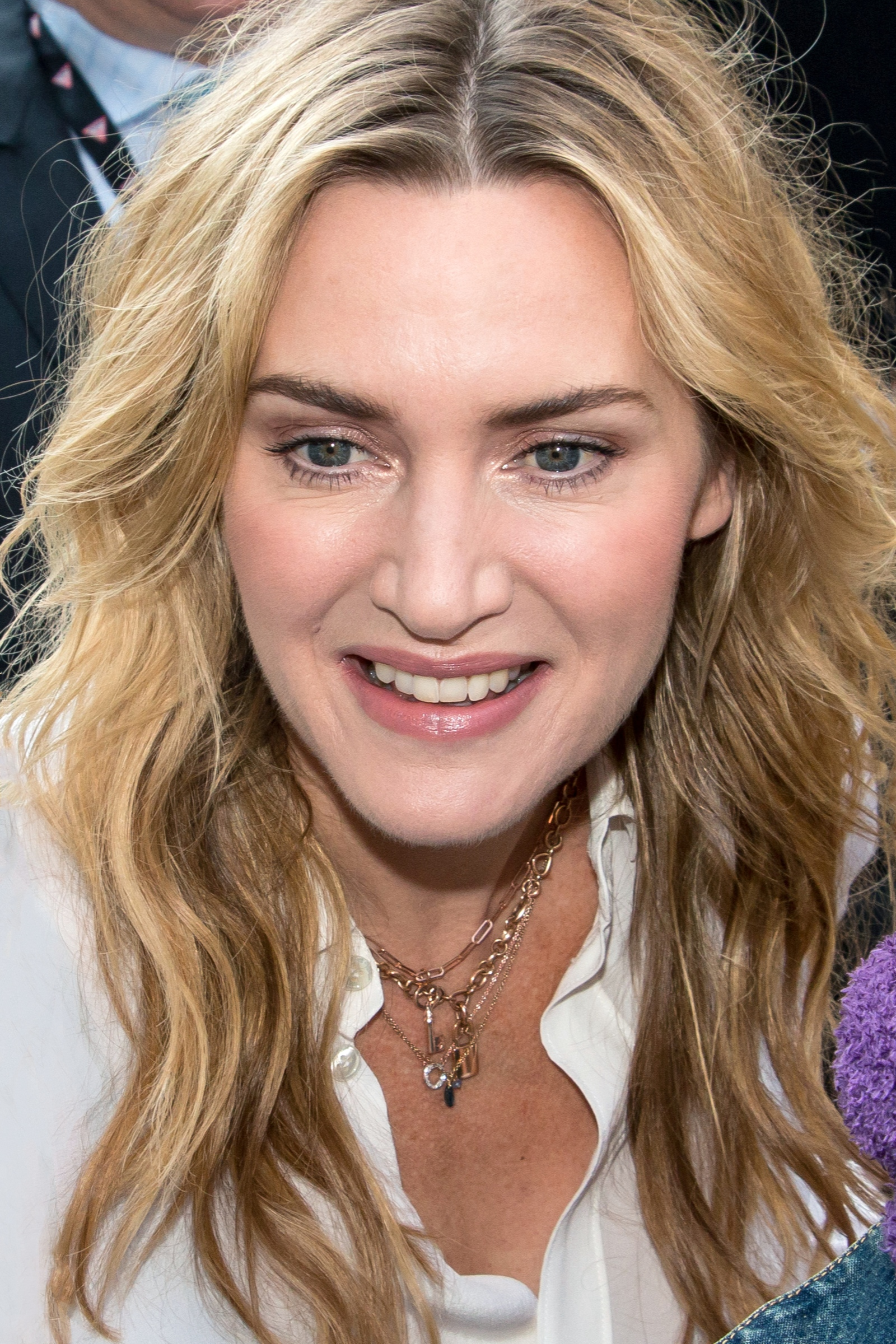
Kate Winslet
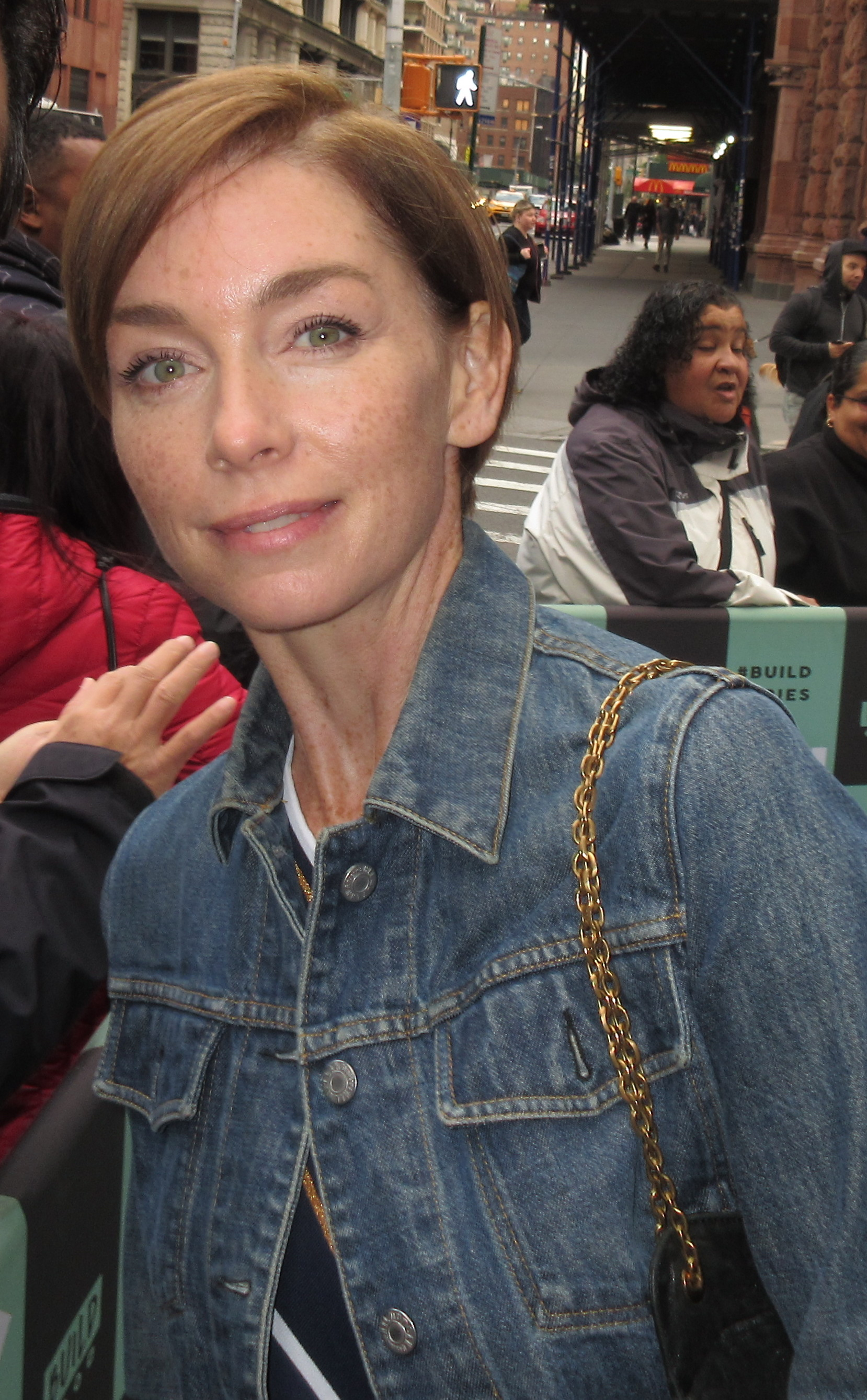
Julianne Nicholson
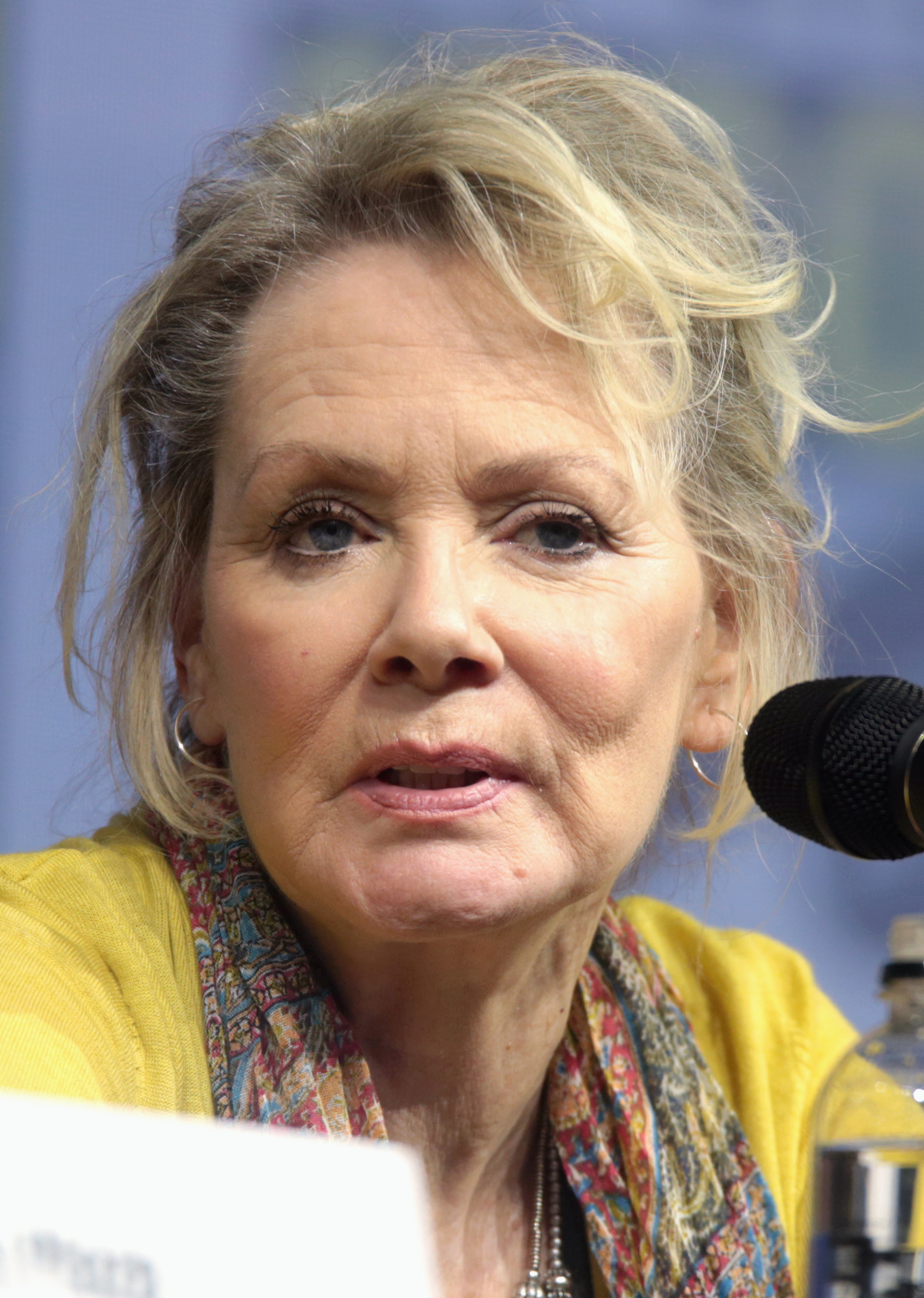
Jean Smart
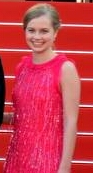
Angourie Rice
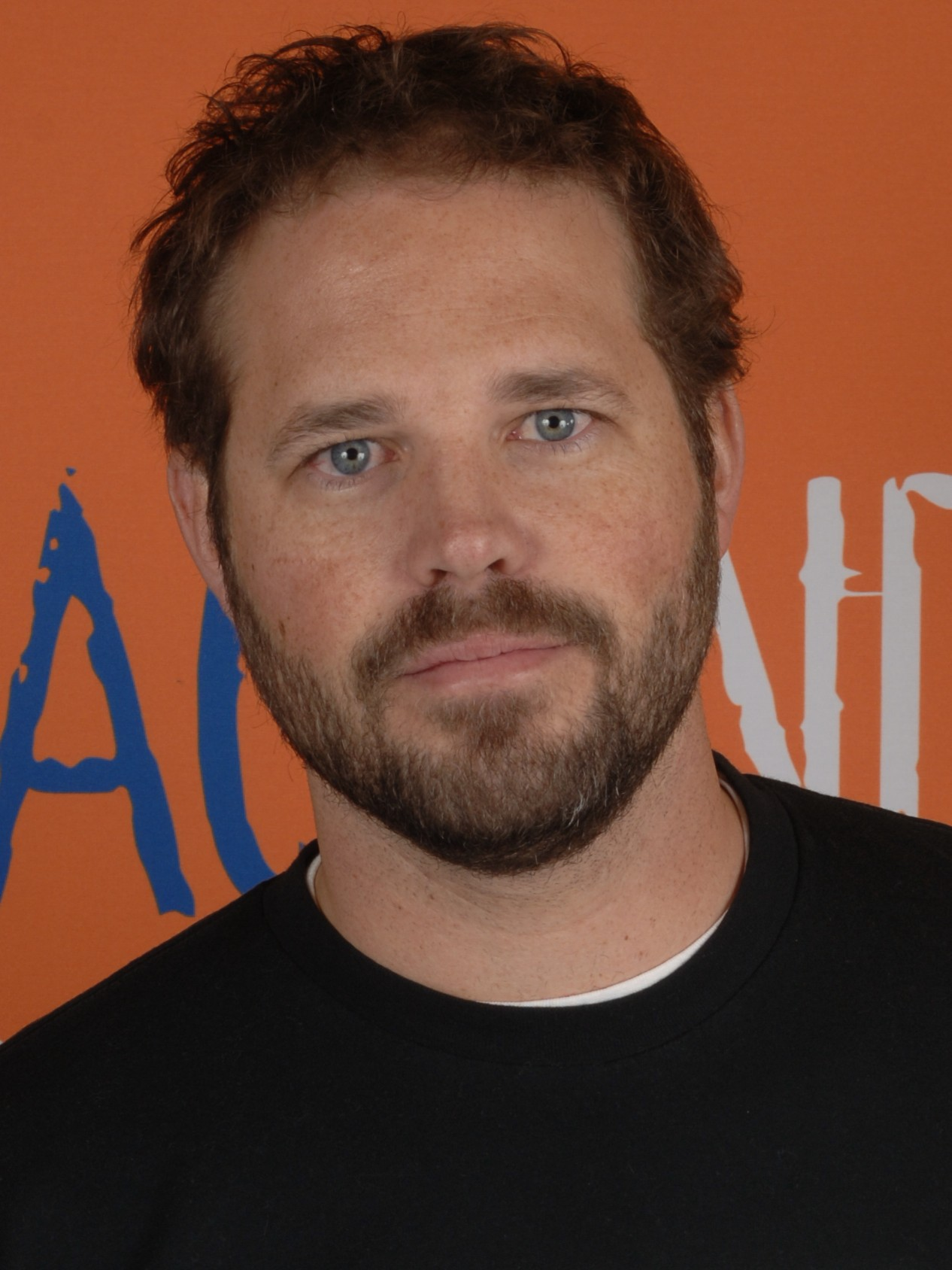
David Denman
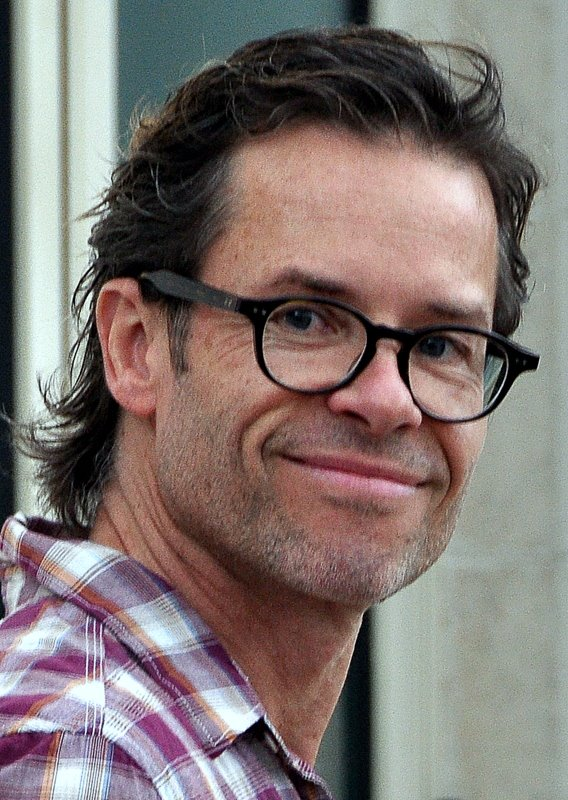
Guy Pearce

## Episodis
| Episodi | Títol                  | Director    | Guionista     | Data d'estrena     |
| 1       | Miss Lady Hawk Herself | Craig Zobel | Brad Ingelsby | 18 d'abril de 2021 |
| 2       | Fathers                | Craig Zobel | Brad Ingelsby | 25 d'abril de 2021 |
| 3       | Enter number Two       | Craig Zobel | Brad Ingelsby | 2 de maig de 2021  |
| 4       | Poor Sisyphus          | Craig Zobel | Brad Ingelsby | 9 de maig de 2021  |
| 5       | Illusions              | Craig Zobel | Brad Ingelsby | 16 de maig de 2021 |
| 6       | Sore Must Be the Storm | Craig Zobel | Brad Ingelsby | 23 de maig de 2021 |
| 7       | Sacrament              | Craig Zobel | Brad Ingelsby | 30 de maig de 2021 |